# Zodiac (console portable)
 (février 2008).
Si vous disposez d'ouvrages ou d'articles de référence ou si vous connaissez des sites web de qualité traitant du thème abordé ici, merci de compléter l'article en donnant les références utiles à sa vérifiabilité et en les liant à la section « Notes et références ».

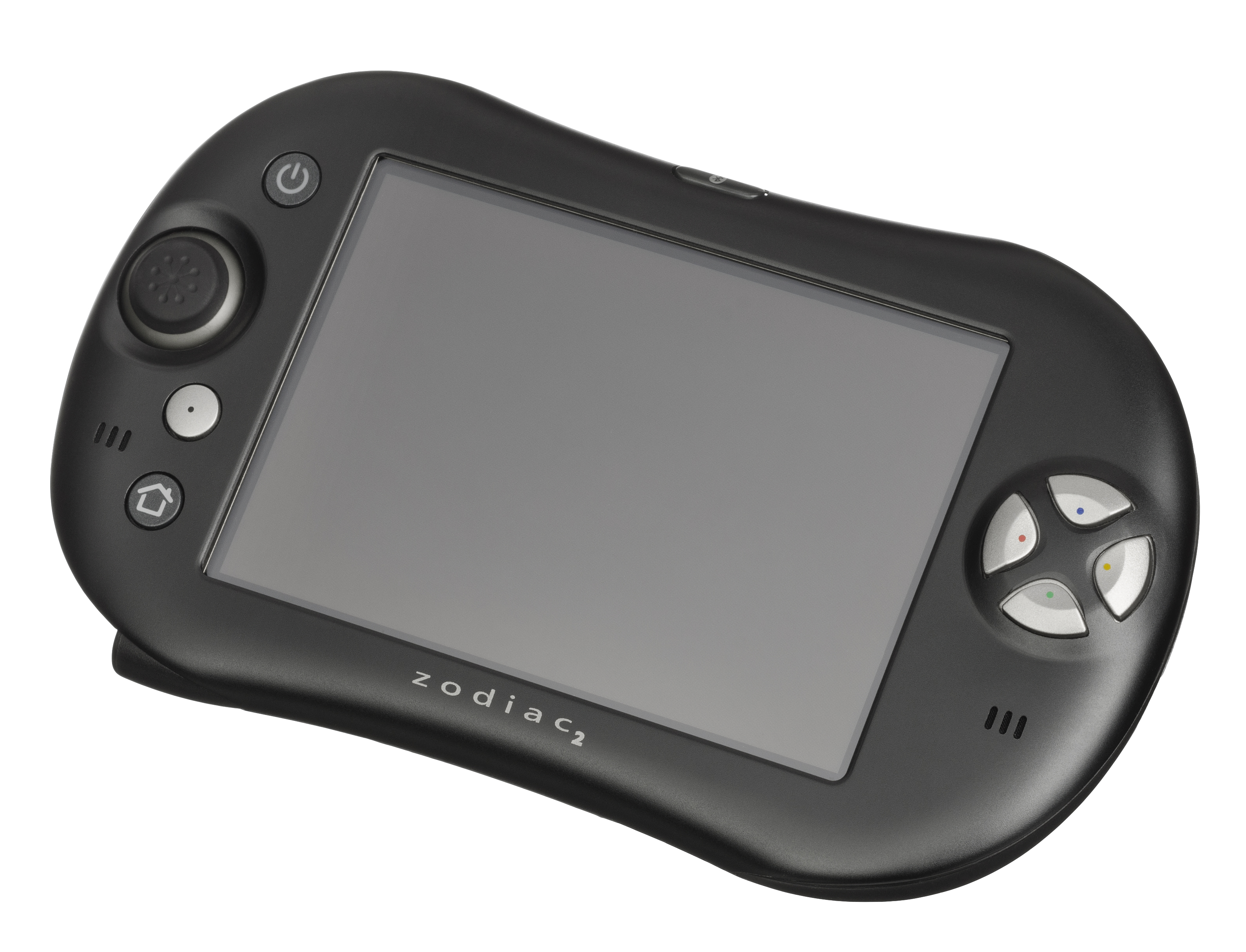
La Zodiac

La Zodiac est un mélange entre une console de jeu et un PDA tournant sous un système Palm OS modifié, conçu par la société américaine Tapwave en octobre 2003. Ce concept inédit fait d'elle une machine difficilement classable. Si les consoles de jeux de la nouvelle génération d'alors (PSP, Nintendo DS, GP2X…) tentent d'intégrer des fonctions multimédias (films, images, musique…), elles ne rivalisent pas avec les PDA sur leur propre terrain, de par l'absence d'interface tactile qui leur interdisent de saisir confortablement du texte. En parallèle les PDA tentent de se doter de jeux au gameplay de type console portable, mais leur manque d'interface de contrôle, comme la croix directionnelle les rend tout à fait inadaptés au jeu.
La finition de la Zodiac se démarque des consoles portables qu'elle tente de concurrencer (PSP, GP2x…). Possédant une coque en aluminium et un design sobre, la machine se rapproche plus du monde professionnel PDA que de celui des consoles de jeux.
Avec la Zodiac la synthèse des deux mondes semble accomplie avec succès grâce à son ergonomie et sa compatibilité Palm OS, système d'exploitation qui offre alors des milliers de logiciels de tous genres : agenda, traitement de texte, lecture, musique, vidéo, navigation internet, chat, navigation GPS, jeux, émulation… Cependant tous n'offrent pas le support complet de la Zodiac et ses fonctions spécifiques comme le plein écran 480 x 320, la vibration ou la prise en charge du joystick seront supportés au bon gré des développeurs. Cette obligation d'adapter les logiciels à une machine aux fonctions uniques est l'une des causes de l'échec commercial de la machine, échec qui entraîne la fermeture de la société Tapware en 2005.

## Caractéristiques techniques de la machine
- Constructeur : Tapwave
- Genre : Console portable et PDA sous Palm OS (Palm 5.2.7)
- Média : Carte SD / MMC
- Connectivité intégrée : USB, infrarouge, Bluetooth, Wi-Fi (carte vendue séparément)
- Mémoire (12 Mo sont réservés au système) :
  - Zodiac1 = 32 Mo
  - Zodiac2 = 128 Mo
- Processeur : Motorola i.MX1 ARM9 processor (200 MHz)
- Accélérateur graphique : ATI Imageon W4200, 8MB VRAM, incluant des fonctions de décodage MPEG-4 et JPEG
- Écran : 3,8", 480 x 320 (demi VGA), 16 bits (65 536 couleurs)
  - rétro éclairage
  - affichage en mode portrait et paysage
  - capacité tactile
- Son : composant Yamaha avec haut-parleurs stéréo
  - Prise mini-jack standard 3,5 mm
  - écouteurs stéréo inclus
  - Support pour un branchement amplifié externe
- Vibration : support des vibrations pour les jeux et la notification d'événement (Agenda…)
- Contrôles : Pad analogique (joystick)
  - 2 gâchettes
  - 4 boutons d'action programmables
  - 1 bouton fonction spéciale
  - 1 bouton « home »
  - 1 bouton « power »
  - 1 bouton Bluetooth
- Possibilités d'extension : double slot d'extension pour cartes MultiMediaCards, Secure Digital (SD) cards et cartes SDIO (slot2) incluant les cartes appareils photos, Wi-Fi et tout autres… Il est aujourd'hui possible de mettre 8 Go sur sa Zodiac.
- Batterie : Batterie Haute capacité rechargeable au Lithium - 1540 mAh
- Taille/Poids : 5.6" (143 mm) x 3.1" (79 mm) x .55" (14 mm) / 6.3"
- Couleurs :
  - Zodiac1 - Gris ardoise
  - Zodiac2 - Noir